# فهرست آثار ملی شهرستان نیشابور
فهرست آثار ملی شهرستان نیشابور شامل ۶۶ اثر ملی در شهرستان نیشابور است که تا ۱۳۹۷ به ثبت رسیده‌اند که سهم این شهرستان در سطح استان خراسان رضوی که بالغ بر ۱۴۰۷ اثر تاریخی ثبت شده دارد معمول است.
محوطه آلب ارسلان مربوط به دوره‌های ساسانی و سلجوقی نخستین اثر ملی در این شهرستان است که با شمارهٔ ثبتی ۲۱۶ در تاریخ ۲۲ آذر ۱۳۱۳ خورشیدی در فهرست آثار ملی ایران جای گرفته است.
امامزاده محمد محروق مربوط به دوره‌های تیموری و صفوی نخستین بنای ثبت‌شده در شهرستان نیشابور است که با شمارهٔ ثبتی ۳۰۲ در تاریخ ۲۹ آذر ۱۳۱۶ خورشیدی در فهرست آثار ملی ایران جای گرفته است. و پس از آن مسجد جامع نیشابور مربوط به دورهٔ تیموری دومین بنای ثبت‌شده در این شهرستان است که با شمارهٔ ثبتی ۳۱۷ در تاریخ ۲۱ آبان ۱۳۱۷ خورشیدی در فهرست آثار ملی ایران جای گرفته است.
آرامگاه عطار نیشابوری مربوط به دورهٔ تیموری و آرامگاه خیام مربوط به پهلوی اول شاخص‌ترین آثار ثبت‌شده در شهرستان نیشابور هستند که به‌ترتیب با شمارهٔ ثبتی ۱۱۷۳ و ۱۱۷۵ در تاریخ ۱۸ آذر ۱۳۵۴ خورشیدی در فهرست آثار ملی ایران جای گرفته‌اند.
شادیاخ یا شادی کاخ (یکی از محله‌های اصلی شهر کهن نیشابور) مربوط به سدهٔ ۴ تا ۷ قمری از شاخص‌ترین محوطه‌های باستانی ثبت‌شده در این شهرستان است که با شمارهٔ ثبتی ۱۲۳۰ در تاریخ ۱۷ خرداد ۱۳۳۵ خورشیدی در فهرست آثار ملی ایران جای گرفته است.
آرامگاه ابوعثمان سعید مغربی مربوط به پهلوی دوم نیز شاخص‌ترین آرامگاه جوامع اهل سنت در شهرستان نیشابور است که با شمارهٔ ثبتی ۴۰۳۳ در تاریخ ۱۰ مهر ۱۳۸۰ خورشیدی در فهرست آثار ملی ایران جای گرفته است.
همچنین کاروانسرای شاه‌عباسی مربوط به دورهٔ صفوی شاخص‌ترین کاروانسرای ثبت‌شده در این شهرستان است که با شمارهٔ ثبتی ۱۲۳۰ در تاریخ ۱۷ خرداد ۱۳۳۵ خورشیدی در فهرست آثار ملی ایران جای گرفته است.

## آثار ثبت‌شده
| ردیف        | نام اثر                       | نگاره          | دیرینگی                             | موقعیت | شمارهٔ ثبت | تاریخ ثبت      | منبع   |
| بناها       | بناها                         | بناها          | بناها                               | بناها | بناها     | بناها          | بناها  |
| ----------- | ----------------------------- | -------------- | ----------------------------------- | --- | --------- | -------------- | ------ |
| ۱           | امامزاده محمد محروق           |                | دورهٔ تیموری - دورهٔ صفوی             | شهر نیشابور - مجاور آرامگاه خیام ۳۶°۹′۵۵٫۰۸″ شمالی ۵۸°۴۹′۱۶٫۷۹″ شرقی / ۳۶٫۱۶۵۳۰۰۰°شمالی ۵۸٫۸۲۱۳۳۰۶°شرقی                                                    | ۳۰۲       | ۲۹ آذر ۱۳۱۶    | [ ۴ ]  |
| ۲           | مسجد جامع نیشابور             |                | دورهٔ تیموری                         | شهر نیشابور - حاشیهٔ خیابان امام خمینی ۳۶°۱۲′۷٫۲۰″ شمالی ۵۸°۴۷′۴۶٫۰۳″ شرقی / ۳۶٫۲۰۲۰۰۰۰°شمالی ۵۸٫۷۹۶۱۱۹۴°شرقی                                               | ۳۱۷       | ۲۱ آبان ۱۳۱۷   | [ ۵ ]  |
| ۳           | آرامگاه عطار نیشابوری         |                | دورهٔ تیموری                         | شهر نیشابور - خیابان عرفان ۳۶°۱۰′۱٫۷۰″ شمالی ۵۸°۴۸′۲۵٫۳۴″ شرقی / ۳۶٫۱۶۷۱۳۸۹°شمالی ۵۸٫۸۰۷۰۳۸۹°شرقی                                                          | ۱۱۷۳      | ۱۸ آذر ۱۳۵۴    | [ ۶ ]  |
| ۴           | آرامگاه خیام                  |                | پهلوی اول                           | شهر نیشابور ۳۶°۹′۵۷٫۱۸۹۱۷″ شمالی ۵۸°۴۹′۲۰٫۰۳۲۱۴″ شرقی / ۳۶٫۱۶۵۸۸۵۸۸۰۶°شمالی ۵۸٫۸۲۲۲۳۱۱۵۰۰°شرقی                                                             | ۱۱۷۵      | ۱۸ آذر ۱۳۵۴    | [ ۷ ]  |
| ۵           | کاروانسرای شاه‌عباسی           |                | دورهٔ صفوی                           | شهر نیشابور - خیابان امام خمینی ۳۶°۱۱′۵۰٫۰″ شمالی ۵۸°۴۸′۵٫۴″ شرقی / ۳۶٫۱۹۷۲۲۲°شمالی ۵۸٫۸۰۱۵۰۰°شرقی                                                         | ۱۲۳۰      | ۱۷ خرداد ۱۳۳۵  | [ ۱۰ ] |
| ۶           | گنبد آجری مهرآباد             |                | دورهٔ ایلخانی                        | ۳ کیلومتری جنوب شهر نیشابور، روبروی روستای شهمیر ۳۶°۹′۵۵٫۵″ شمالی ۵۸°۴۵′۳۸٫۰″ شرقی / ۳۶٫۱۶۵۴۱۷°شمالی ۵۸٫۷۶۰۵۵۶°شرقی                                        | ۱۵۴۹      | ۵ دی ۱۳۵۶      | [ ۱۱ ] |
| ۷           | گنبد کوچک مهرآباد             |                | دورهٔ ایلخانی                        | ۳ کیلومتری جنوب شهر نیشابور، روبروی روستای شهمیر ۳۶°۹′۵۶٫۳″ شمالی ۵۸°۴۵′۳۸٫۸″ شرقی / ۳۶٫۱۶۵۶۳۹°شمالی ۵۸٫۷۶۰۷۷۸°شرقی                                        | ۱۸۰۴      | ۲۵ آذر ۱۳۷۵    | [ ۱۲ ] |
| ۸           | آب‌انبار و بازار نو            |                | دورهٔ قاجار                          | شهر نیشابور - خیابان امام خمینی، بازار نیشابور ۳۶°۱۲′۵″ شمالی ۵۸°۴۷′۵۵″ شرقی / ۳۶٫۲۰۱۳۹°شمالی ۵۸٫۷۹۸۶۱°شرقی                                                | ۱۸۱۴      | ۲۵ آذر ۱۳۷۵    | [ ۱۳ ] |
| ۹           | گنبد کلیدر                    | بارگذاری تصویر | سدهٔ ۸ قمری                          | روستای کلیدر ۳۶°۴۳′۱۴٫۵۹۹۹۹″ شمالی ۵۸°۳۱′۵۱٫۳۰۰۰۱″ شرقی / ۳۶٫۷۲۰۷۲۲۲۱۹۴°شمالی ۵۸٫۵۳۰۹۱۶۶۶۹۴°شرقی                                                           | ۲۳۷۸      | ۲۳ مرداد ۱۳۷۸  | [ ۱۴ ] |
| ۱۰          | حمام مرمر                     | بارگذاری تصویر | دورهٔ صفوی                           | شهر نیشابور - خیابان امام خمینی، ابتدای بازار سرپوشیده ۳۶°۱۲′۲٫۵″ شمالی ۵۸°۴۷′۵۲٫۷″ شرقی / ۳۶٫۲۰۰۶۹۴°شمالی ۵۸٫۷۹۷۹۷۲°شرقی                                  | ۳۹۶۰      | ۱۰ مهر ۱۳۸۰    | [ ۱۵ ] |
| ۱۱          | آرامگاه ابوعثمان سعید مغربی   |                | پهلوی دوم                           | شهر نیشابور - ۱۰۰ متری حاشیهٔ بلوار جمهوری اسلامی ۳۶°۱۰′۴۰٫۲″ شمالی ۵۸°۴۹′۱۰٫۸″ شرقی / ۳۶٫۱۷۷۸۳۳°شمالی ۵۸٫۸۱۹۶۶۷°شرقی                                       | ۴۰۳۳      | ۱۰ مهر ۱۳۸۰    | [ ۹ ]  |
| ۱۲          | عمارت و باغ امین اسلامی       |                | پهلوی دوم                           | شهر نیشابور - خیابان امام، روبروی باغ ملی نیشابور ۳۶°۱۲′۳۷٫۸″ شمالی ۵۸°۴۷′۲۹٫۶″ شرقی / ۳۶٫۲۱۰۵۰۰°شمالی ۵۸٫۷۹۱۵۵۶°شرقی                                      | ۴۸۰۹      | ۱۹ اسفند ۱۳۸۰  | [ ۱۶ ] |
| ۱۳          | حمام قدیمی چکنه               | بارگذاری تصویر | اواخر دورهٔ قاجار - دورهٔ پهلوی       | روستای چکنه | ۴۸۱۰      | ۱۹ اسفند ۱۳۸۰  | [ ۱۷ ] |
| ۱۴          | حمام قدیمی بازار              | بارگذاری تصویر | دورهٔ صفوی                           | شهر نیشابور - بین خیابان‌های فردوسی جنوبی و خیابان امام خمینی                                                                                               | ۵۱۴۴      | ۲۵ اسفند ۱۳۸۰  | [ ۱۸ ] |
| ۱۵          | دبیرستان عمر خیام             |                | پهلوی اول                           | شرق شهر نیشابور - حاشیهٔ میدان خیام ۳۶°۱۱′۴۶″ شمالی ۵۸°۴۸′۸″ شرقی / ۳۶٫۱۹۶۱۱°شمالی ۵۸٫۸۰۲۲۲°شرقی                                                            | ۵۹۰۲      | ۸ مرداد ۱۳۸۱   | [ ۱۹ ] |
| ۱۶          | خانه صدیقی                    | بارگذاری تصویر | اواخر دورهٔ قاجار - اوایل دورهٔ پهلوی | شهر نیشابور - خیابان فردوسی شمالی، کوچهٔ قاضی، فردوسی ۷ | ۶۳۷۶      | ۷ مهر ۱۳۸۱     | [ ۲۰ ] |
| ۱۷          | بازار تاریخی نیشابور          |                | دوره‌های صفویه، زندیه و قاجاریه      | شهر نیشابور - خیابان امام خمینی ۳۶°۱۲′۱٫۱″ شمالی ۵۸°۴۷′۵۰٫۸″ شرقی / ۳۶٫۲۰۰۳۰۶°شمالی ۵۸٫۷۹۷۴۴۴°شرقی                                                         | ۶۷۳۹      | ۱۰ دی ۱۳۸۱     | [ ۲۱ ] |
| ۱۸          | سرای زهدی                     | بارگذاری تصویر | دورهٔ صفوی                           | شهر نیشابور - راسته بازار ۳۶°۱۱′۵۶٫۹″ شمالی ۵۸°۴۷′۴۰٫۱″ شرقی / ۳۶٫۱۹۹۱۳۹°شمالی ۵۸٫۷۹۴۴۷۲°شرقی                                                              | ۶۷۴۰      | ۱۰ دی ۱۳۸۱     | [ ۲۲ ] |
| ۱۹          | مدرسه گلشن                    |                | دورهٔ تیموری                         | شهر نیشابور - خیابان امام خمینی ۳۶°۱۲′۱۲٫۳″ شمالی ۵۸°۴۷′۴۸٫۵″ شرقی / ۳۶٫۲۰۳۴۱۷°شمالی ۵۸٫۷۹۶۸۰۶°شرقی                                                        | ۶۷۴۲      | ۱۰ دی ۱۳۸۱     | [ ۲۳ ] |
| ۲۰          | آرامگاه کمال‌الملک             |                | دورهٔ پهلوی                          | ۲ کیلومتری جنوب شهر نیشابور - جوار آرامگاه عطار نیشابوری ۳۶°۱۰′۳٫۲۹″ شمالی ۵۸°۴۸′۲۵٫۵۲″ شرقی / ۳۶٫۱۶۷۵۸۰۶°شمالی ۵۸٫۸۰۷۰۸۸۹°شرقی                            | ۸۷۴۴      | ۱۰ خرداد ۱۳۸۱  | [ ۲۴ ] |
| ۲۱          | آرامگاه فضل بن شاذان          |                | دورهٔ تیموری - دورهٔ صفوی             | شهر نیشابور - شرق میدان بهشت فضل ۳۶°۹′۲۹″ شمالی ۵۸°۵۰′۵۷″ شرقی / ۳۶٫۱۵۸۰۶°شمالی ۵۸٫۸۴۹۱۷°شرقی                                                              | ۸۹۵۶      | ۱۰ خرداد ۱۳۸۲  | [ ۲۵ ] |
| ۲۲          | سنگ یادبود اولیه آرامگاه خیام |                | پهلوی اول                           | شهر نیشابور - میدان خیام ۳۶°۱۱′۴۹٫۱″ شمالی ۵۸°۴۸′۹٫۲″ شرقی / ۳۶٫۱۹۶۹۷۲°شمالی ۵۸٫۸۰۲۵۵۶°شرقی                                                                | ۹۲۷۰      | ۷ مرداد ۱۳۸۲   | [ ۲۶ ] |
| ۲۳          | ستون‌های یادبود خیام           |                | پهلوی اول                           | شهر نیشابور - ابتدای بلوار ورودی خیام ۳۶°۱۰′۳۲″ شمالی ۵۸°۴۹′۲۴″ شرقی / ۳۶٫۱۷۵۵۶°شمالی ۵۸٫۸۲۳۳۳°شرقی                                                        | ۱۱۱۳۲     | ۱۶ شهریور ۱۳۸۳ | [ ۲۷ ] |
| ۲۴          | خانه وکیلی                    |                | اوایل دورهٔ پهلوی                    | شهر نیشابور - چهارراه انقلاب، ضلع شرقی خیابان فردوس | ۱۱۹۳۸     | ۵ تیر ۱۳۸۴     | [ ۲۸ ] |
| ۲۵          | قلعه لک‌لک آشیان               |                | دورهٔ قاجار                          | روستای لک‌لک آشیان ۳۶°۹′۴۶″ شمالی ۵۸°۵۰′۴۷″ شرقی / ۳۶٫۱۶۲۷۸°شمالی ۵۸٫۸۴۶۳۹°شرقی                                                                             | ۱۲۰۶۲     | ۱۲ تیر ۱۳۸۴    | [ ۲۹ ] |
| ۲۶          | امامزاده عبدالله              | بارگذاری تصویر | دورهٔ قاجار                          | روستای دربهشت ۳۶°۱۴′۲۷٫۲″ شمالی ۵۸°۵۵′۳۰٫۲″ شرقی / ۳۶٫۲۴۰۸۸۹°شمالی ۵۸٫۹۲۵۰۵۶°شرقی                                                                          | ۱۲۸۷۵     | ۱۹ مرداد ۱۳۸۴  | [ ۳۰ ] |
| ۲۷          | حمام گلشن                     | بارگذاری تصویر | دورهٔ صفوی                           | شهر نیشابور - جنب میدان محلوج فروشان | ۱۳۱۶۱     | ۲۲ مرداد ۱۳۸۴  | [ ۳۱ ] |
| ۲۸          | حمام حاج مهدی                 | بارگذاری تصویر | دورهٔ قاجار                          | شهر نیشابور - خیابان امام، ابتدای کوچهٔ حاج مهدی ۳۶°۱۱′۵۵″ شمالی ۵۸°۴۷′۵۷″ شرقی / ۳۶٫۱۹۸۶۱°شمالی ۵۸٫۷۹۹۱۷°شرقی                                              | ۱۳۱۶۲     | ۲۲ مرداد ۱۳۸۴  | [ ۳۲ ] |
| ۲۹          | ستون‌های باغ ملی نیشابور       |                | دورهٔ معاصر                          | شهر نیشابور - خیابان امام خمینی، جبههٔ شمالی باغ ملی ۳۶°۱۲′۳۱٫۲″ شمالی ۵۸°۴۷′۲۷٫۱″ شرقی / ۳۶٫۲۰۸۶۶۷°شمالی ۵۸٫۷۹۰۸۶۱°شرقی                                    | ۱۳۳۶۴     | ۲۵ مرداد ۱۳۸۴  | [ ۳۳ ] |
| ۳۰          | خانه محمد امیری               | بارگذاری تصویر | پهلوی اول                           | شهر نیشابور - خیابان امام خمینی، روبروی باغ ملی | ۱۴۰۰۳     | ۹ بهمن ۱۳۸۴    | [ ۳۴ ] |
| ۳۱          | خانه قریشی                    | بارگذاری تصویر | اوایل دورهٔ پهلوی                    | شهر نیشابور - خیابان امام خمینی، خیابان منوچهری جنوبی، مجاور باغ آستان قدس ۳۶°۱۲′۱۳٫۸۷۴۰″ شمالی ۵۸°۴۷′۳۷٫۶۵۸۴″ شرقی / ۳۶٫۲۰۳۸۵۳۸۸۹°شمالی ۵۸٫۷۹۳۷۹۴۰۰۰°شرقی | ۱۴۸۹۰     | ۱۶ اسفند ۱۳۸۴  | [ ۳۵ ] |
| ۳۲          | یخدان دولت‌آباد                |                | دورهٔ قاجار                          | روستای معموری (مازول) ۳۶°۱۳′۲۴٫۱″ شمالی ۵۸°۴۳′۵۸٫۱″ شرقی / ۳۶٫۲۲۳۳۶۱°شمالی ۵۸٫۷۳۲۸۰۶°شرقی                                                                  | ۱۵۲۴۰     | ۲۴ اسفند ۱۳۸۴  | [ ۳۶ ] |
| ۳۳          | خانه عیدیانی                  |                | پهلوی اول                           | شهر نیشابور - خیابان امام خمینی ۱۰، پلاک ۱۵۴ | ۱۵۲۵۵     | ۲۴ اسفند ۱۳۸۴  | [ ۳۷ ] |
| ۳۴          | خانه مجتهدی                   |                | اواخر دورهٔ قاجار ـ دورهٔ پهلوی       | شهر نیشابور - خیابان امام خمینی، خیابان خاتم النبیین، خاتم‌النبیین ۱ ۳۶°۱۲′۱۴٫۳″ شمالی ۵۸°۴۷′۵۰٫۶″ شرقی / ۳۶٫۲۰۳۹۷۲°شمالی ۵۸٫۷۹۷۳۸۹°شرقی                    | ۲۰۴۸۱     | ۱۲ دی ۱۳۸۶     | [ ۳۸ ] |
| ۳۵          | سرای ارباب‌زاده                | بارگذاری تصویر | دورهٔ قاجار                          | شهر نیشابور - خیابان امام، بازار سرپوش، سرای ارباب زاده | ۲۳۹۱۳     | ۱۸ آذر ۱۳۸۷    | [ ۳۹ ] |
| ۳۶          | حیاط مزار                     | بارگذاری تصویر | دورهٔ قاجار                          | شهر نیشابور - خیابان امام خمینی، حاشیهٔ خیابان فیاض بخش جنوبی (کال منوچهری جنوبی) ۳۶°۱۲′۷٫۱″ شمالی ۵۸°۴۷′۳۰٫۲″ شرقی / ۳۶٫۲۰۱۹۷۲°شمالی ۵۸٫۷۹۱۷۲۲°شرقی        | ۲۶۲۶۴     | ۲۷ اسفند ۱۳۸۷  | [ ۴۰ ] |
| ۳۷          | امامزاده سید مجید             | بارگذاری تصویر | سدهٔ ۷ قمری                          | ۴ کیلومتری غرب روستای قزل‌قلعه ۳۶°۴۴′۵۲٫۳″ شمالی ۵۸°۱۶′۴۱٫۷″ شرقی / ۳۶٫۷۴۷۸۶۱°شمالی ۵۸٫۲۷۸۲۵۰°شرقی                                                          | ۲۶۲۷۲     | ۲۷ اسفند ۱۳۸۷  | [ ۴۱ ] |
| ۳۸          | امامزاده سیدآباد              | بارگذاری تصویر | دورهٔ صفوی                           | روستای سیدآباد ۳۶°۱۶′۵۱٫۶″ شمالی ۵۸°۴۰′۵۶٫۰″ شرقی / ۳۶٫۲۸۱۰۰۰°شمالی ۵۸٫۶۸۲۲۲۲°شرقی                                                                         | ۲۶۲۷۳     | ۲۷ اسفند ۱۳۸۷  | [ ۴۲ ] |
| ۳۹          | سردر تکیه ابوالفضلی           |                | پهلوی اول                           | شهر نیشابور - خیابان امام خمینی ۱۲، کوچهٔ تکیه ابوالفضلی ۳۶°۱۲′۱۲٫۹″ شمالی ۵۸°۴۷′۴۵٫۰″ شرقی / ۳۶٫۲۰۳۵۸۳°شمالی ۵۸٫۷۹۵۸۳۳°شرقی                                | ۲۶۲۷۵     | ۲۷ اسفند ۱۳۸۷  | [ ۴۳ ] |
| ۴۰          | حمام کابلی                    | بارگذاری تصویر | دورهٔ قاجار                          | روستای کابلی | ۲۸۱۱۱     | ۱ آذر ۱۳۸۸     | [ ۲ ]  |
| تپه محوطه‌ها |                               |                |                                     | |           |                |        |
| ۴۱          | تپه آلب ارسلان                | بارگذاری تصویر | دورهٔ ساسانی - دورهٔ سلجوقی           | ۲ کیلومتری شمال‌شرقی خیام | ۲۱۶       | ۲۲ آذر ۱۳۱۳    | [ ۳ ]  |
| ۴۲          | تپه سلطان میدان               | بارگذاری تصویر | دوران‌های تاریخی پس از اسلام         | روستای سلطان میدان | ۱۵۴۵      | ۵ دی ۱۳۵۶      | [ ۴۴ ] |
| ۴۳          | شهر کهن نیشابور               |                | دوران‌های تاریخی پس از اسلام         | حاشیهٔ جنوبی شهر نیشابور | ۲۸۶۹      | ۱۶ آبان ۱۳۷۹   | [ ۴۵ ] |
| ۴۴          | تپه قلعه کهنه حاجی‌آباد        | بارگذاری تصویر | سده‌های میانهٔ اسلامی                 | روستای حاجی‌آباد | ۶۷۳۷      | ۱۰ دی ۱۳۸۱     | [ ۴۶ ] |
| ۴۵          | تپه گورستان و سردابه ماروسک   | بارگذاری تصویر | دورهٔ قاجار                          | روستای ماروسک ۳۶°۳۱′۳۶٫۹″ شمالی ۵۸°۳۲′۴۹٫۰″ شرقی / ۳۶٫۵۲۶۹۱۷°شمالی ۵۸٫۵۴۶۹۴۴°شرقی                                                                          | ۶۷۴۱      | ۱۰ دی ۱۳۸۱     | [ ۴۷ ] |
| ۴۶          | تپه‌های کارجی                  | بارگذاری تصویر | دوران‌های تاریخی پس از اسلام         | روستای کارجی | ۶۷۴۳      | ۱۰ دی ۱۳۸۱     | [ ۴۸ ] |
| ۴۷          | تپه چکنه قلعه چهار گوشلی      | بارگذاری تصویر | سدهٔ ۴ تا ۸ ق                        | روستای چهارگوشلی | ۷۶۰۹      | ۱۷ اسفند ۱۳۸۱  | [ ۴۹ ] |
| ۴۸          | شادیاخ                        |                | سدهٔ ۴ تا ۷ ق                        | ۳ کیلومتری جنوب شهر نیشابور ۳۶°۱۰′۹٫۹۵″ شمالی ۵۸°۴۸′۱۵٫۳۰″ شرقی / ۳۶٫۱۶۹۴۳۰۶°شمالی ۵۸٫۸۰۴۲۵۰۰°شرقی                                                         | ۱۰۹۱۰     | ۲۷ بهمن ۱۳۸۲   | [ ۸ ]  |
| ۴۹          | تپه طلایی                     | بارگذاری تصویر | دوران‌های تاریخی پس از اسلام         | بخش سرولایت، روستای زرنده | ۱۰۹۱۱     | ۲۷ بهمن ۱۳۸۲   | [ ۵۰ ] |
| ۵۰          | تپه قلعه رضی                  | بارگذاری تصویر | سدهٔ ۴ تا ۸ ق                        | روستای عبدالله گیو | ۱۰۹۱۲     | ۲۷ بهمن ۱۳۸۲   | [ ۵۱ ] |
| ۵۱          | تپه حسن چوپان                 | بارگذاری تصویر | سدهٔ ۵ تا ۹ ق                        | روستای کلاته شاهین | ۱۱۰۴۰     | ۱۷ مرداد ۱۳۸۳  | [ ۵۲ ] |
| ۵۲          | تپه قلعه کهنه کلیدر           | بارگذاری تصویر | سدهٔ ۷ تا ۸ ق                        | روستای کلیدر | ۱۱۰۶۳     | ۱۶ شهریور ۱۳۸۳ | [ ۵۳ ] |
| ۵۳          | محوطه آلب ارسلان طرب‌آباد      |                | دوران‌های تاریخی پس از اسلام         | ۳۰۰ متری جنوب روستای طرب‌آباد ۳۶°۱۰′۱۶٫۵″ شمالی ۵۸°۵۰′۵۰٫۳″ شرقی / ۳۶٫۱۷۱۲۵۰°شمالی ۵۸٫۸۴۷۳۰۶°شرقی                                                           | ۱۳۴۲۹     | ۶ مهر ۱۳۸۴     | [ ۵۴ ] |
| ۵۴          | تپه دیوانخانه چکنه علیا       | بارگذاری تصویر | سدهٔ ۶ تا ۸ ق                        | روستای چکنه علیا | ۱۴۳۶۳     | ۱۶ اسفند ۱۳۸۵  | [ ۵۵ ] |
| ۵۵          | تپه میان ده طالبی             | بارگذاری تصویر | سدهٔ ۵ تا ۸ ق                        | بخش سرولایت - دهستان برزنون، ۳ کیلومتری شمال روستای میان ده طالبی                                                                                          | ۱۵۸۸۸     | ۲۴ مرداد ۱۳۸۵  | [ ۵۶ ] |
| ۵۶          | محوطه سلطان‌آباد               | بارگذاری تصویر | دوران‌های تاریخی پس از اسلام         | ۵۰۰ متری شمال غرب روستای سلطان‌آباد | ۱۷۳۷۵     | ۲۳ بهمن ۱۳۸۵   | [ ۵۷ ] |
| ۵۷          | تپه باستانی حیدرآباد          | بارگذاری تصویر | دوران‌های تاریخی پس از اسلام         | روستای حیدرآباد ۳۶°۳۳′۵۸٫۱″ شمالی ۵۸°۳۱′۳۳٫۷″ شرقی / ۳۶٫۵۶۶۱۳۹°شمالی ۵۸٫۵۲۶۰۲۸°شرقی                                                                        | ۱۷۳۷۶     | ۲۳ بهمن ۱۳۸۵   | [ ۵۸ ] |
| ۵۸          | محوطه روح‌آباد                 | بارگذاری تصویر | دوره سلجوقیان - دوره تیموریان       | روستای روح‌آباد | ۱۷۴۱۷     | ۶ اسفند ۱۳۸۵   | [ ۵۹ ] |
| ۵۹          | محوطه عین‌آباد                 | بارگذاری تصویر | دوران‌های تاریخی پس از اسلام         | دهستان درب قاضی - ۲۰۰ متری غرب و جنوب غربی روستای عین‌آباد                                                                                                  | ۱۷۴۲۴     | ۶ اسفند ۱۳۸۵   | [ ۶۰ ] |
| ۶۰          | تپه رحیم‌آباد                  | بارگذاری تصویر | سدهٔ ۴ تا ۷ ق                        | روستای رحیم‌آباد | ۱۹۱۲۶     | ۳ خرداد ۱۳۸۶   | [ ۶۱ ] |
| ۶۱          | تپه جیران                     | بارگذاری تصویر | سدهٔ ۴ تا ۶ ق                        | روستای جیران | ۱۹۱۹۶     | ۳ خرداد ۱۳۸۶   | [ ۶۲ ] |
| ۶۲          | محوطه فوشنجان                 | بارگذاری تصویر | دوران‌های تاریخی پس از اسلام         | روستای فوشنجان | ۲۴۳۸۳     | ۲۳ دی ۱۳۸۷     | [ ۶۳ ] |
| ۶۳          | تپه صومعه                     | بارگذاری تصویر | سدهٔ ۴ تا ۶ ق                        | دهستان مازول | ۲۸۱۱۲     | ۱ آذر ۱۳۸۸     | [ ۲ ]  |
| ۶۴          | تپه اوشار قبرستان             | بارگذاری تصویر | دورهٔ ایلخانی - دورهٔ تیموری          | — | ۲۸۱۱۳     | ۱ آذر ۱۳۸۸     | [ ۲ ]  |
| ۶۵          | محوطه باستانی شهرک فیروزه     | بارگذاری تصویر | هزاره اول و دوم پیش از میلاد        | شهر نیشابور | ۲۹۲۸۱     | ۱۳ بهمن ۱۳۸۸   | [ ۲ ]  |
| ۶۶          | محوطه قهوه‌خانه سنگی           | بارگذاری تصویر | سده‌های اولیه و میانی اسلامی         | روستای برزنون | ۳۰۲۸۳     | ۲۴ خرداد ۱۳۹۰  | [ ۲ ]  |